# Großer Preis der Niederlande 1963

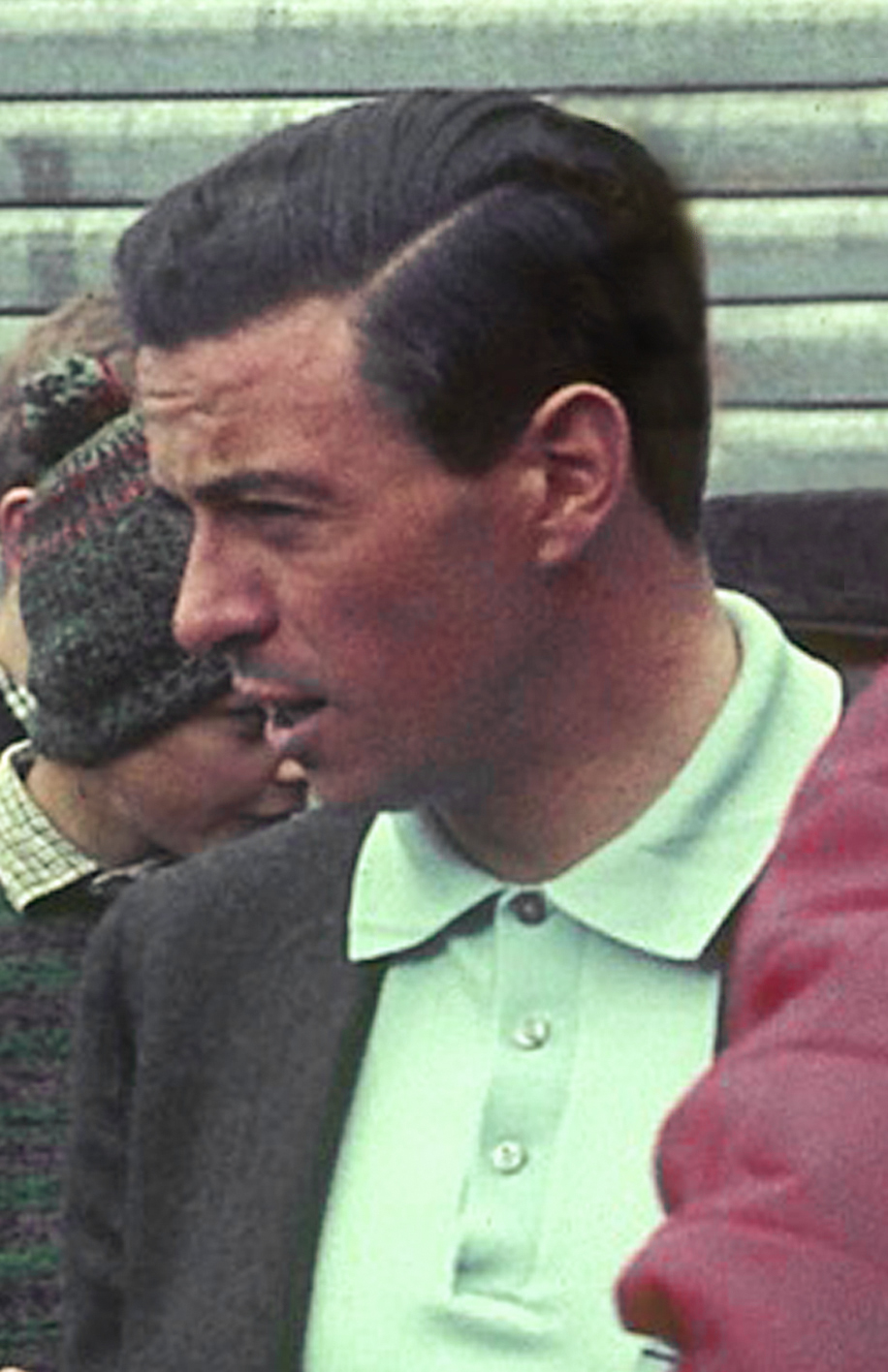
Grand-Slam-Sieger Jim Clark

Der Große Preis der Niederlande 1963 (offiziell XII Grote Prijs van Nederland) fand am 23. Juni auf dem Circuit Park Zandvoort in Zandvoort statt und war das dritte Rennen der Automobil-Weltmeisterschaft 1963.

## Berichte

### Hintergrund
Bei den Werksteams gab es eine Fahreränderung. Ferrari ersetzte Willy Mairesse durch Ludovico Scarfiotti, der damit in der Automobilweltmeisterschaft debütierte. Scarfiotti fuhr hauptsächlich Rennen in der Sportwagenweltmeisterschaft und nahm für Ferrari in den folgenden Jahren an einzelnen Grand Prix teil. Teamkollege von Scarfiotti war John Surtees. Mairesse pausierte drei Rennen und kehrte beim Großen Preis von Deutschland zu Ferrari zurück. Er erholte sich von seinen Verletzungen, die er bei einem Unfall im 24-Stunden-Rennen von Le Mans 1963 erlitten hatte. Ein weiterer Debütant war Gerhard Mitter, der neben Carel Godin de Beaufort für die Ecurie Maarsbergen fuhr. Mitter bestritt in den folgenden Jahren ebenfalls einzelne Formel-1-Rennen. Scirocco Powell war nicht für den Großen Preis der Niederlande gemeldet, A.T.S. fuhr das zweite Rennen, pausierte anschließend aber ebenfalls für drei Rennen und kehrte erst beim Großen Preis von Italien zurück.
Nachdem Lotus die ersten Erfolge mit einem Monocoque beim Lotus 25 erzielt hatte, baute auch B.R.M. einen solchen Wagen, den BRM P61. Dieses Fahrzeug hatte ein halbes Monocoque und wurde erstmals für einen Grand Prix gemeldet, allerdings noch nicht eingesetzt. Sowohl Graham Hill als auch Richie Ginther fuhren mit dem alten BRM P57.
Mit Joakim Bonnier, Jack Brabham und Graham Hill nahmen drei ehemalige Sieger am Grand Prix teil, bei den Konstrukteuren war zuvor Ferrari viermal siegreich, B.R.M. zweimal und Cooper einmal. In der Fahrerwertung führte Bruce McLaren das letzte Mal in seiner Karriere. Er hatte einen Punkt Vorsprung auf die punktgleichen Graham Hill, Jim Clark und Ginther. In der Konstrukteurswertung führte B.R.M. mit zwei Punkten Vorsprung vor Lotus und Cooper.

### Training
Wie schon in mehreren Rennen zuvor war das Training ein Duell zwischen Clark und Graham Hill, das Clark zum zweiten Mal in der Saison für sich entschied. Er erreichte die Pole-Position mit mehr als einer halben Sekunde Vorsprung auf die Zeit seines Konkurrenten Graham Hill. Dies war für Clark der Auftakt zu einer weiteren Serie von ersten Startplätzen, bei der er viermal hintereinander von Startplatz eins ins Rennen ging. Graham Hill qualifizierte sich auf Platz zwei nur knapp vor McLaren und Brabham, Surtees wurde Fünfter. Somit belegten mit Lotus, B.R.M., Cooper, Brabham und Ferrari fünf verschiedene Konstrukteure die ersten fünf Plätze.
Ginther qualifizierte sich auf Platz sechs vor dem BRP von Innes Ireland und dem privaten Cooper des Rob Walker Racing Teams von Bonnier. Die ersten zehn wurden von Tony Maggs und Trevor Taylor komplettiert. Chris Amon qualifizierte den einzigen Lola im Feld auf Rang zwölf, A.T.S. belegte die Plätze 13 und 15. Nicht mehr konkurrenzfähig waren die privaten Porsche der Ecurie Maarsbergen, die aus dem hinteren Feld starteten.

### Rennen

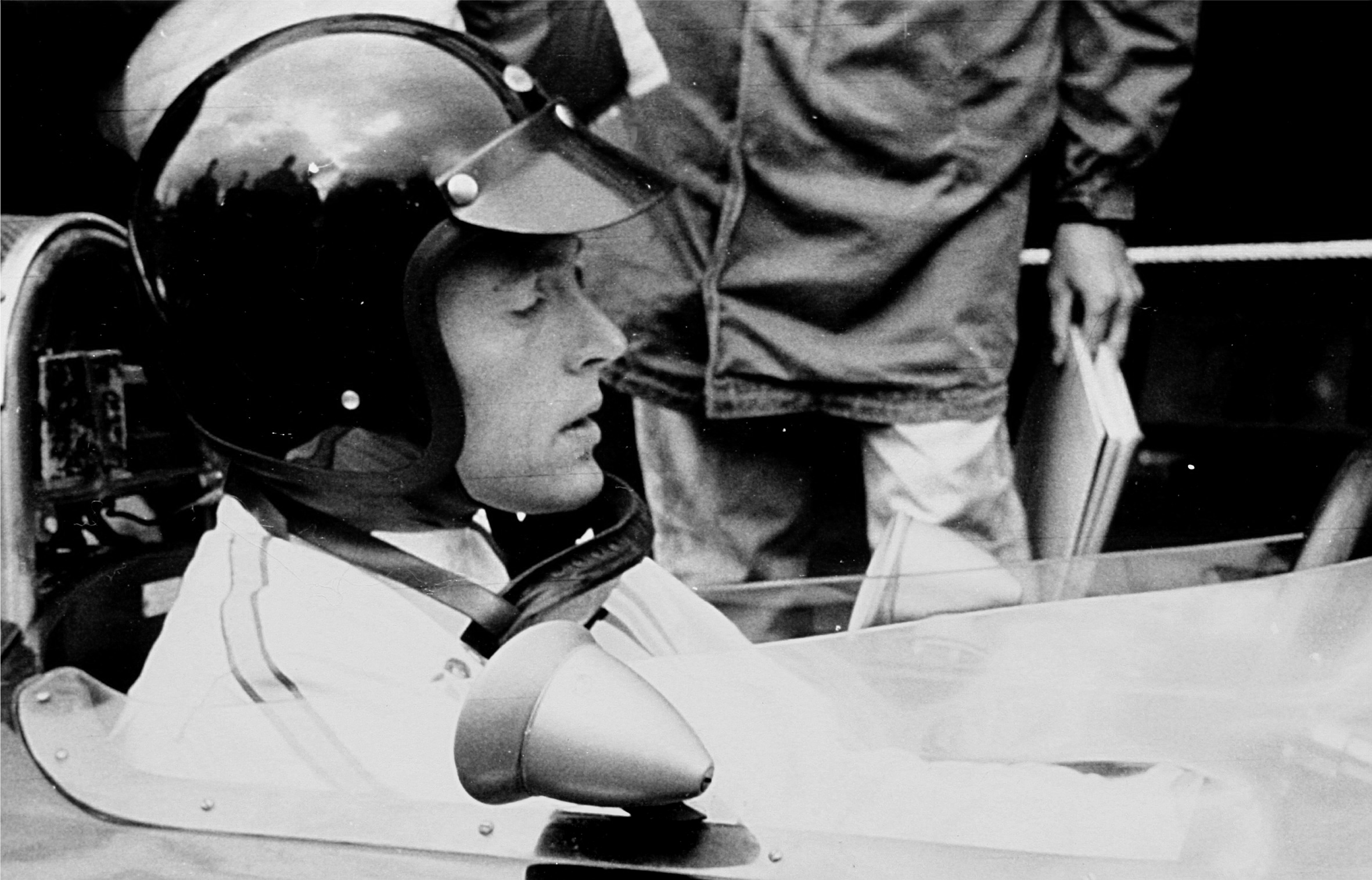
Dan Gurney erreicht das bis dahin beste Rennergebnis für Brabham

Clark gewann den Start und ging in Führung. Auch die Positionen unmittelbar hinter ihm blieben unverändert, Graham Hill war Zweiter vor McLaren und Brabham. Während Clark schon in den ersten Rennrunden begann seinen Vorsprung auf die Konkurrenz kontinuierlich auszubauen, wurde die Reihenfolge auf den folgenden Positionen vor allem durch Ausfälle bestimmt. Mitter schied mit einem Kupplungsschaden bereits in der zweiten Rennrunde aus, anschließend folgten die beiden Werks-Cooper von McLaren und Maggs. Bei McLaren war der Ausfallgrund ein Getriebeschaden, bei Maggs überhitzte der Motor. In Runde 15 und 17 schieden dann nacheinander die beiden A.T.S. aus, bei Phil Hill war ein Aufhängungsschaden die Ursache, bei Giancarlo Baghetti die Zündung.
An der Spitze vergrößerte sich der Vorsprung von Clark auf den Rest des Feldes weiter, da die Verfolger in Zweikämpfe verwickelt waren. Brabham griff Graham Hill in Runde fünf an und überholte ihn, ihm gelang es aber nicht sich abzusetzen. Surtees und Dan Gurney duellierten sich zur selben Zeit um den vierten Platz. Nachdem Graham Hill gegen Brabham konterte und den zweiten Platz zurückgewann, schieden beide wenige Runden vor Rennende aus. Brabham verunfallte, da sein Gaspedal klemmte. Graham Hill musste wegen Motorüberhitzung an die Box, wodurch sich Surtees auf Rang zwei vor Gurney auf den dritten Rang verbesserte. Graham Hill setzte das Rennen noch einmal fort, doch beim Versuch eines Überholmanövers gegen Gurney überhitzte der Motor erneut und Graham Hill schied aus.
Clark dominierte den gesamten Grand Prix und gewann überlegen, indem er das gesamte Feld überrundete. Neben dem Sieg, der Pole-Position und der schnellsten Rennrunde, die gleichzeitig ein neuer Streckenrekord war, führte er außerdem jede Rennrunde an. Somit gelang ihm ein Grand Slam. Durch den zweiten Sieg in Folge übernahm Clark auch die Führung in der Fahrerweltmeisterschaft. In den beiden folgenden Jahren gewann Clark das Rennen auf Lotus ebenfalls. In Runde 63 überholte Gurney noch Surtees, der einen Fahrfehler machte, und erreichte den zweiten Platz. Dies war das bis dahin beste Rennergebnis für den Konstrukteur Brabham. Durch den dritten Platz von Surtees erreichte Ferrari nach fast einem Jahr wieder einen Podestplatz, zuletzt war dies der Fall, als Phil Hill Dritter beim Großen Preis von Belgien 1962 war. Ireland erreichte das Ziel auf Position vier. Dieses Rennergebnis brachte die ersten Punkte in der Automobilweltmeisterschaft für den Konstrukteur BRP. Ginther wurde Fünfter, sodass es fünf verschiedene Konstrukteure in den Punkterängen gab. Scarfiotti erreichte mit Platz sechs einen Punkt in seinem Debütrennen. Auf den weiteren Plätzen wurde Joseph Siffert vor Jim Hall, Carel Godin de Beaufort, Taylor und Bonnier klassifiziert.
In der Fahrerwertung führte Clark mit sieben Punkten Vorsprung vor Ginther und mit acht Punkten Vorsprung auf McLaren und Gurney. In der Konstrukteurswertung übernahm Lotus den ersten Rang und hatte nach dem Grand Prix fünf Punkte Vorsprung auf B.R.M. sowie neun Punkte Vorsprung auf Cooper und Brabham.

## Meldeliste
| Team                        | Nr. | Fahrer                  | Chassis        | Motor          | Reifen |
| --------------------------- | --- | ----------------------- | -------------- | -------------- | ------ |
| Scuderia Ferrari SpA SEFAC  | 02  | John Surtees            | Ferrari 156/63 | Ferrari 1.5 V6 | D      |
| Scuderia Ferrari SpA SEFAC  | 04  | Ludovico Scarfiotti     | Ferrari 156/63 | Ferrari 1.5 V6 | D      |
| Team Lotus                  | 06  | Jim Clark               | Lotus 25       | Climax 1.5 V8  | D      |
| Team Lotus                  | 08  | Trevor Taylor           | Lotus 25       | Climax 1.5 V8  | D      |
| Reg Parnell Racing          | 10  | Chris Amon              | Lola MK4A      | Climax 1.5 V8  | D      |
| Reg Parnell Racing          | 10  | Chris Amon              | Lotus 24       | Climax 1.5 V8  | D      |
| Owen Racing Organisation    | 12  | Graham Hill             | BRM P57        | BRM 1.5 V8     | D      |
| Owen Racing Organisation    | 12  | Graham Hill             | BRM P61        | BRM 1.5 V8     | D      |
| Owen Racing Organisation    | 14  | Richie Ginther          | BRM P57        | BRM 1.5 V8     | D      |
| Brabham Racing Organisation | 16  | Jack Brabham            | Brabham BT7    | Climax 1.5 V8  | D      |
| Brabham Racing Organisation | 18  | Dan Gurney              | Brabham BT7    | Climax 1.5 V8  | D      |
| Cooper Car Company          | 20  | Bruce McLaren           | Cooper T66     | Climax 1.5 V8  | D      |
| Cooper Car Company          | 22  | Tony Maggs              | Cooper T66     | Climax 1.5 V8  | D      |
| Automobili Turismo e Sport  | 24  | Phil Hill               | A.T.S. 100     | A.T.S. 1.5 V8  | D      |
| Automobili Turismo e Sport  | 26  | Giancarlo Baghetti      | A.T.S. 100     | A.T.S. 1.5 V8  | D      |
| Rob Walker Racing Team      | 28  | Joakim Bonnier          | Cooper T60     | Climax 1.5 V8  | D      |
| Rob Walker Racing Team      | 28  | Joakim Bonnier          | Cooper T66     | Climax 1.5 V8  | D      |
| British Racing Partnership  | 30  | Innes Ireland           | BRP Mk1        | BRM 1.5 V8     | D      |
| British Racing Partnership  | 30  | Innes Ireland           | Lotus 24       | BRM 1.5 V8     | D      |
| British Racing Partnership  | 42  | Jim Hall                | Lotus 24       | BRM 1.5 V8     | D      |
| Ecurie Maarsbergen          | 32  | Carel Godin de Beaufort | Porsche 718    | Porsche 1.5 B4 | D      |
| Ecurie Maarsbergen          | 34  | Gerhard Mitter          | Porsche 718    | Porsche 1.5 B4 | D      |
| Siffert Racing Team         | 36  | Joseph Siffert          | Lotus 24       | BRM 1.5 V8     | D      |

Anmerkungen
1. 1 2  Amon fuhr den Lola mit der Nummer 10 in den Trainingssitzungen und im Rennen.
2. 1 2  Hill fuhr den BRM P57 mit der Nummer 12 in den Trainingssitzungen und im Rennen.
3. 1 2  Bonnier fuhr den Cooper T66 mit der Nummer 28 in den Trainingssitzungen und den Cooper T60 mit der gleichen Nummer im Rennen.
4. 1 2  Ireland fuhr den BRP mit der Nummer 4 in den Trainingssitzungen und im Rennen.

## Klassifikationen

### Startaufstellung
| Pos. | Fahrer                  | Konstrukteur   | Zeit   | Ø-Geschwindigkeit | Start |
| ---- | ----------------------- | -------------- | ------ | ----------------- | ----- |
| 01   | Jim Clark               | Lotus-Climax   | 1:31,6 | 164,79 km/h       | 01    |
| 02   | Graham Hill             | B.R.M.         | 1:32,2 | 163,72 km/h       | 02    |
| 03   | Bruce McLaren           | Cooper-Climax  | 1:32,3 | 163,54 km/h       | 03    |
| 04   | Jack Brabham            | Brabham-Climax | 1:32,4 | 163,36 km/h       | 04    |
| 05   | John Surtees            | Ferrari        | 1:33,0 | 162,31 km/h       | 05    |
| 06   | Richie Ginther          | B.R.M.         | 1:33,3 | 161,79 km/h       | 06    |
| 07   | Innes Ireland           | BRP-B.R.M.     | 1:33,3 | 161,79 km/h       | 07    |
| 08   | Joakim Bonnier          | Cooper-Climax  | 1:34,1 | 160,41 km/h       | 08    |
| 09   | Tony Maggs              | Cooper-Climax  | 1:34,3 | 160,07 km/h       | 09    |
| 10   | Trevor Taylor           | Lotus-Climax   | 1:35,2 | 158,56 km/h       | 10    |
| 11   | Ludovico Scarfiotti     | Ferrari        | 1:35,6 | 157,90 km/h       | 11    |
| 12   | Chris Amon              | Lola-Climax    | 1:35,9 | 157,40 km/h       | 12    |
| 13   | Phil Hill               | A.T.S.         | 1:36,0 | 157,24 km/h       | 13    |
| 14   | Dan Gurney              | Brabham-Climax | 1:36,2 | 156,91 km/h       | 14    |
| 15   | Giancarlo Baghetti      | A.T.S.         | 1:37,8 | 154,34 km/h       | 15    |
| 16   | Gerhard Mitter          | Porsche        | 1:38,8 | 152,78 km/h       | 16    |
| 17   | Joseph Siffert          | Lotus-B.R.M.   | 1:39,0 | 152,47 km/h       | 17    |
| 18   | Jim Hall                | Lotus-B.R.M.   | 1:39,0 | 152,47 km/h       | 18    |
| 19   | Carel Godin de Beaufort | Porsche        | 1:39,3 | 152,01 km/h       | 19    |

### Rennen
| Pos. | Fahrer                  | Konstrukteur   | Runden | Stopps | Zeit        | Start | Schnellste Runde |
| ---- | ----------------------- | -------------- | ------ | ------ | ----------- | ----- | ---------------- |
| 01   | Jim Clark               | Lotus-Climax   | 80     |        | 2:08:13,7   | 01    | 1:33,7           |
| 02   | Dan Gurney              | Brabham-Climax | 79     |        | + 1 Runde   | 14    |                  |
| 03   | John Surtees            | Ferrari        | 79     |        | + 1 Runde   | 05    |                  |
| 04   | Innes Ireland           | BRP-B.R.M.     | 79     |        | + 1 Runde   | 07    |                  |
| 05   | Richie Ginther          | B.R.M.         | 79     |        | + 1 Runde   | 06    |                  |
| 06   | Ludovico Scarfiotti     | Ferrari        | 78     |        | + 2 Runden  | 11    |                  |
| 07   | Joseph Siffert          | Lotus-B.R.M.   | 77     |        | + 3 Runden  | 17    |                  |
| 08   | Jim Hall                | Lotus-B.R.M.   | 77     |        | + 3 Runden  | 18    |                  |
| 09   | Carel Godin de Beaufort | Porsche        | 75     |        | + 5 Runden  | 19    |                  |
| 10   | Trevor Taylor           | Lotus-Climax   | 66     |        | + 14 Runden | 10    |                  |
| 11   | Joakim Bonnier          | Cooper-Climax  | 56     |        | + 24 Runden | 08    |                  |
| –    | Graham Hill             | B.R.M.         | 69     |        | DNF         | 02    |                  |
| –    | Jack Brabham            | Brabham-Climax | 68     |        | DNF         | 04    |                  |
| –    | Chris Amon              | Lola-Climax    | 29     |        | DNF         | 12    |                  |
| –    | Giancarlo Baghetti      | A.T.S.         | 17     |        | DNF         | 15    |                  |
| –    | Phil Hill               | A.T.S.         | 15     |        | DNF         | 13    |                  |
| –    | Tony Maggs              | Cooper-Climax  | 14     |        | DNF         | 09    |                  |
| –    | Bruce McLaren           | Cooper-Climax  | 7      |        | DNF         | 03    |                  |
| –    | Gerhard Mitter          | Porsche        | 2      |        | DNF         | 16    |                  |

## WM-Stände nach dem Rennen
Die ersten sechs des Rennens bekamen 9, 6, 4, 3, 2, 1 Punkte. Es zählten nur die sechs besten Ergebnisse aus zehn Rennen. In der Konstrukteurswertung zählten dabei nur die Punkte des bestplatzierten Fahrers eines Teams.

### Fahrerwertung
| Pos. | Fahrer                  | Konstrukteur             | Punkte |
| ---- | ----------------------- | ------------------------ | ------ |
| 01   | Jim Clark               | Lotus-Climax             | 18     |
| 02   | Richie Ginther          | B.R.M.                   | 11     |
| 03   | Bruce McLaren           | Cooper-Climax            | 10     |
| 04   | Dan Gurney              | Brabham-Climax           | 10     |
| 05   | Graham Hill             | B.R.M.                   | 9      |
| 06   | John Surtees            | Ferrari                  | 7      |
| 07   | Innes Ireland           | BRP-B.R.M / Lotus-B.R.M. | 3      |
| 08   | Tony Maggs              | Cooper-Climax            | 2      |
| 09   | Joakim Bonnier          | Cooper-Climax            | 2      |
| 10   | Trevor Taylor           | Lotus-Climax             | 1      |
| 11   | Carel Godin de Beaufort | Porsche                  | 1      |
| 12   | Ludovico Scarfiotti     | Ferrari                  | 1      |

| Pos. | Fahrer              | Konstrukteur                  | Punkte |
| ---- | ------------------- | ----------------------------- | ------ |
| 13   | Jack Brabham        | Brabham-Climax / Lotus-Climax | 0      |
| 14   | Joseph Siffert      | Lotus-B.R.M.                  | 0      |
| 15   | Jim Hall            | Lotus-B.R.M.                  | 0      |
| 16   | Tony Settember      | Scirocco-B.R.M.               | 0      |
| –    | Willy Mairesse      | Ferrari                       | 0      |
| –    | Lucien Bianchi      | Lola-Climax                   | 0      |
| –    | Maurice Trintignant | Lola-Climax                   | 0      |
| –    | Phil Hill           | A.T.S.                        | 0      |
| –    | Chris Amon          | Lola-Climax                   | 0      |
| –    | Giancarlo Baghetti  | A.T.S.                        | 0      |
| –    | Gerhard Mitter      | Porsche                       | 0      |

### Konstrukteurswertung
| Pos. | Konstrukteur   | Punkte |
| ---- | -------------- | ------ |
| 01   | Lotus-Climax   | 19     |
| 02   | B.R.M.         | 14     |
| 03   | Cooper-Climax  | 10     |
| 04   | Brabham-Climax | 10     |
| 05   | Ferrari        | 7      |
| 06   | BRP-B.R.M.     | 3      |

| Pos. | Konstrukteur    | Punkte |
| ---- | --------------- | ------ |
| 07   | Porsche         | 1      |
| 08   | Scirocco-B.R.M. | 0      |
| 09   | Lotus-B.R.M.    | 0      |
| –    | Lola-Climax     | 0      |
| –    | A.T.S.          | 0      |